# Hasarius cheliceroides
Hasarius cheliceroides là một loài nhện trong họ Salticidae.
Loài này thuộc chi Hasarius. Hasarius cheliceroides được Borowiec & Wanda Wesołowska miêu tả năm 2002.